# جزاع اخضر
جزاع اخضر (الاسم العلمي: Pelophylax bedriagae) (بالإنجليزية: Levant water frog)‏ ، تنتمي للفصيلة ضفادع حقيقية .